# Nacoleia inouei
Nacoleia inouei is een vlinder uit de familie van de grasmotten (Crambidae), uit de onderfamilie van de Spilomelinae. De wetenschappelijke naam van deze soort werd in 1980 als Lamprosema inouei gepubliceerd door Hiroshi Yamanaka.
De spanwijdte bedraagt 12 millimeter.
De soort komt voor in Korea en Japan.